# Lago Vištytis
El Lago Vištytis (en lituano: Vištyčio ežeras); en ruso Виштынецкое озеро , Vichtynetskoïe Ozero) es un lago situado en la frontera entre Lituania (Marijampole), y Rusia (óblast de Kaliningrado).
Llamado como la pequeña ciudad de Vištytis en la costa norte del lago, que abarca una superficie de 17,87 km², perteneciendo en su mayor parte a Rusia. La frontera lituano-rusa sigue los contornos de las aguas del lago, de modo que los bañistas lituanos entran en aguas territoriales rusas cuando van a nadar. Situado cerca de montañas y bosques, el lago es una reserva natural protegida. A veces llamado el Baikal europeo debido a su rica y única flora y fauna.
- Datos: Q5633
- Multimedia: Vištytis Lake / Q5633